# دیوبندان
دیوبندان عنوان اثری نوشته محمد چرمشیر است که حاوی سه نمایشنامه است: اولین نمایشنامه عنوان خود را به جلد کتاب هم بخشیده‌است، دومی؛ زمان سکوت برای زندگان، و سومی شرفنامه یحیای تیره‌بخت نام دارند. این نمایش‌نامه‌ها با عنوان دیوبندان برای اولین بار توسط نشر نی، در سال ۱۳۹۲ به چاپ رسید. نمایشنامه‌های این کتاب نوشته‌هایی نشانه‌شناسانهاند. دیوبندان برای اولین بار در سال ۱۳۷۵ در تالار وحدت اجرای صحنه‌ای داشته‌است.

## نمایشنامه‌ها

### دیوبندان
نمایش دیوبندان روایت رخدادها و کنش‌هایی است که در گذشته روی داده‌است. دو راوی که در ابتدا اول‌شخص جمع است و پس از نابودی آن‌ها تبدیل به اول‌شخص می‌شود داستان را با استفاده از افعال گذشته ساده روایت می‌کنند. زمان آغاز طرح، زمانی است که داستان مدت‌هایت به پایان رسیده‌است.

### زمان سکوت برای زندگان
نمایشنامه زمان سکوت برای زندگان که به روایت ضربت زدن ابن ملجم مرادی به امام علی می‌پردازد، در بهمن سال ۱۳۷۴ در تالار چهارسوی مجموعه تئاترشهر به کارگردانی کهوری‌نژاد، به روی صحنه رفت. در این نمایش سعید داخ، نسیم مفیدی، عباس غفاری، فرهاد بشارتی، مریم معینی و خسرو محمودی ایفای نقش کردند. شرفنامه یحیای تیره‌بخت نیز در سال ۱۳۷۴ به روی صحنه رفته بود.

### شرفنامه یحیای تیره‌بخت
شرف‌نامه یحیای تیره‌بخت نیز یکی دیگر از آثار این مجموعه است که به‌طور مشخص به نمایش جبر و اختیار انسانی در برابر سرنوشت می‌پردازد. این نمایشنامه با طراحی صحنه‌ای ساده اما تأثیرگذار، توانسته است در اجرای سال ۱۳۷۴ خود در میان مخاطبان و منتقدان بازتاب مثبتی ایجاد کند.

## نظر دیگر هنرمندان
رامتین شهبازی، منتقد تئاتر، دربارهٔ ویژگی‌های نگارش خلاق در آثار چرمشیر می‌گوید: «در نگارش خلاق نیازی نیست در همان ابتدا به سراغ اصل موضوع برویم، گاهی حاشیه‌ها می‌تواند برای مخاطب جذابیت بیش‌تری به وجود آورد. این حاشیه‌ها می‌تواند از واقعیت گرفته شود و یا اینکه ساخته و پرداختهٔ ذهن نویسنده باشد.»
مسعود فروتن، کارگردان تئاتر تلویزیونی، اظهار داشته است: «آثار این نویسنده برای بازیگر، کارگردان و همچنین تماشاگر دشوار است، زیرا برای مثال در اجرای نمایش‌نامهٔ «دیوبندان» بازیگر با مونولوگ‌های خود به طور مرتب اطلاعات خاصی می‌دهد، مخاطب نیز باید این اطلاعات را در ذهن خود ذخیره کند تا در زمان گره‌گشایی‌ها، آن را مورد استفاده قرار دهد.»